# Emilie Marie Nereng
Emilie Marie Nereng, známá také pod pseudonymem Voe (* 3. listopadu 1995 Hønefoss) je norská modelka, zpěvačka a bloggerka. Její blog, který začala psát v březnu 2009, se stal v roce 2010 nejčtenějším blogem v Norsku (jen za říjen roku 2009 měl 3,5 milionu přístupů).
V červnu 2010 uspořádala koncert na náměstí Rådhusplassen v Oslo, který navštívilo okolo 80 000 osob. Jako modelka pózovala pro norské časopisy Top a Julia. Vedla kurs o sociálních médiích na Høgskolen i Lillehammer, ve čtrnácti letech byla nejmladším přednášejícím v historii této vysoké školy. V lednu 2011 přestala svůj blog aktualizovat, v březnu 2015 ho opět obnovila.
Navzdory tomu, že její blog byl psán v norštině, získala řadu příznivců v anglicky mluvících zemích, včetně fanouškovských stránek na Redditu a dalších sítích. V roce 2010 vydala singl s písní „Do Not Talk to Me“.